# Centre Gimnàstic Barcelonès
El Centre Gimnàstic Barcelonès fou una entitat esportiva creada el 18 de maig de 1933 i va estar en funcionament ininterrompudament fins al 31 d'octubre de 2004. Des de 2010 la seva tasca és continuada pel Club Gimnàstic el Raval Barcelonès.

## Fundació
Francesc Parramon i Cortina i un grup de joves afeccionats a l'esport van començar a interessar-se per l'entitat a inicis de 1933. Després d'establir contactes i reunions amb els socis fundadors, van començar a pagar les seves quotes amb la finalitat de recaptar fons per cobrir les primeres despeses. Aquest grup iniciador i impulsor provenia era de classe treballadora: administratius, sastres, electricistes, torners, paletes, dependents de comerç, etc. Van muntar els aparells i van col·laborar en les tasques més diverses per tal de poder obrir les portes de l'entitat a tota la joventut que volgués fer esport. Finalment, el 9 d'agost de 1933 es van inaugurar les dependències del Centre Gimnàstic Barcelonès per a tots els socis en general. En els documents del centre hi consta també el suport i la col·laboració desinteressada que, en els primers passos de la seva vida esportiva, es va rebre de l'Agrupació Ciclista Montjuïc.
Al cap de tres anys de la seva existència i en ple període ascendent, amb una capacitat per a 230 socis; va esclatar la guerra civil espanyola, cosa que provocà una interrupció obligada en la vida de l'entitat. Un cop acabada la guerra, gràcies a un grup de socis i a la tasca del primer conserge de l'entitat, es va poder comprovar que el Centre Gimnàstic Barcelonès continuava existint. Transcorreguts els primers moments de desconcert i amb un augment considerable de socis, es va anomenar una nova Junta Directiva provisional per tal de reprendre les activitats i legalitzar la situació del centre, d'acord amb les noves lleis d'associacions, dictades per les autoritats de l'època. Després dels tràmits, es va constituir la nova Junta Directiva i ben aviat tornaren a funcionar les diverses seccions esportives. Aviat es va normalitzar la vida social del centre, que organitzava festivals esportius i participava en nombroses competicions, de tal manera que va ser considerada com una de les principals i més destacada entitat cultural i esportiva de l'època.
En el 50è aniversari del Centre Gimnàstic Barcelonès, es va elaborar un programa lúdic i esportiu de molta rellevància, amb la participació de socis i esportistes federats, i es van recuperar els jardins del carrer Ferlandina - Peu de la Creu (Can Mateu). El Club va rebre la Placa de la Reial Orde del Mèrit Esportiu atorgada pel rei Joan Carles I, a proposta del secretari general d'Esports, Romà Cuyàs Sol.
El Centre Gimnàstic Barcelonès, en el decurs dels seus 71 anys d'existència, ha disposat d'atletes, lluitadors, gimnastes, muntanyencs i socis en general que van col·locar sempre l'entitat en un lloc distingit i rellevant dins de l'esport nacional de Catalunya. Les seves seccions esportives foren conegudes arreu, especialment en la lluita grecoromana, en què, a part de títols individuals, fou campió d'Espanya per clubs dos anys. L'atletisme fou un dels esports més rellevants de l'entitat; l'equip femení va guanyar el Campionat d'Espanya de clubs tres anys consecutius, els anys 1975, 1976 i 1977, i ha estat l'únic equip femení català que ho ha assolit. També hi ha hagut alguns socis que han estat guardonats per la Generalitat de Catalunya amb la distinció de Forjador de la Història Esportiva de Catalunya.